# Bibasis
Bibasis är ett släkte av fjärilar. Bibasis ingår i familjen tjockhuvuden.

## Bildgalleri

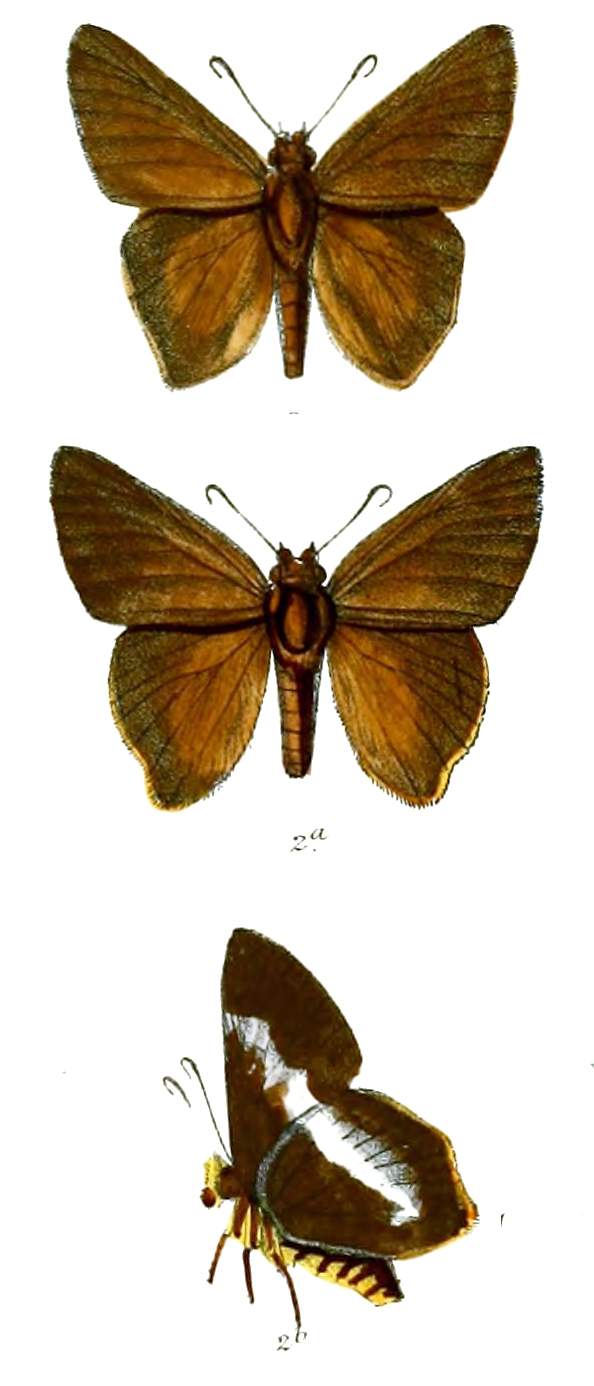
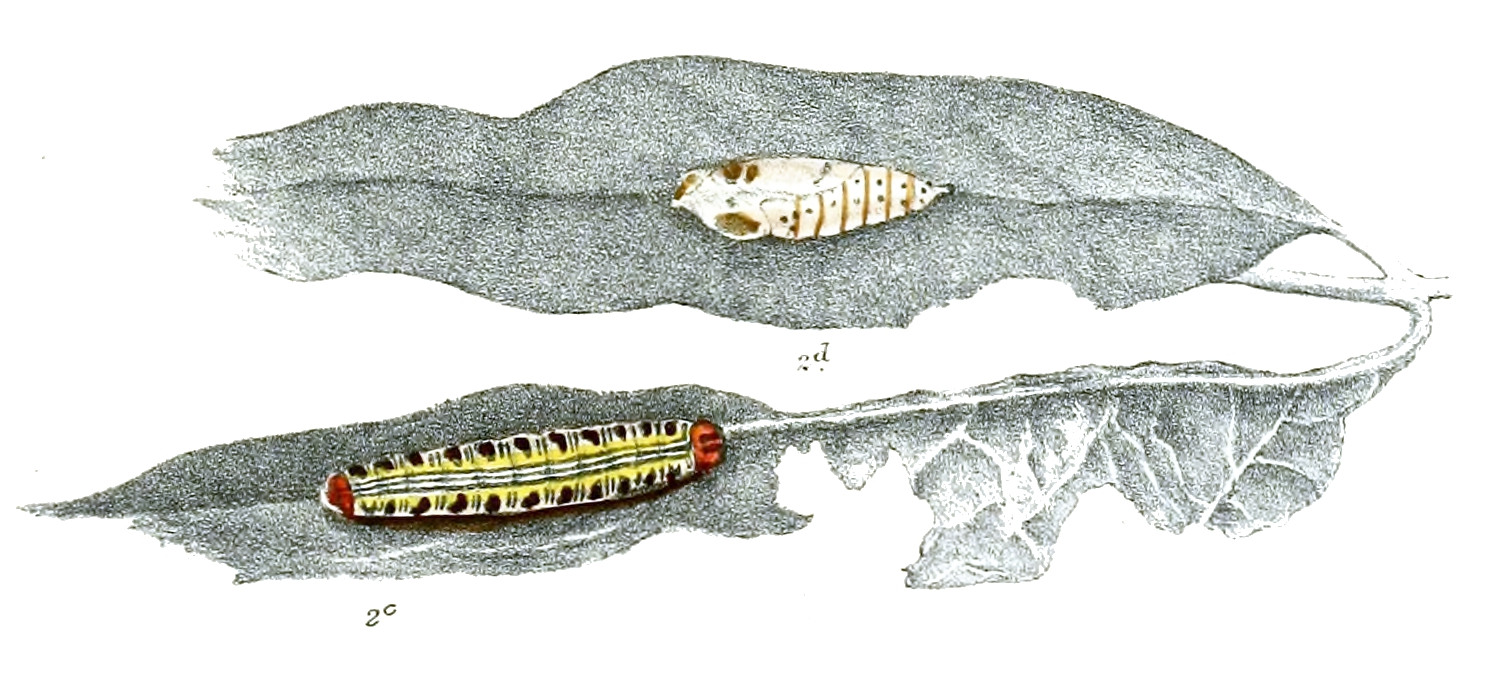
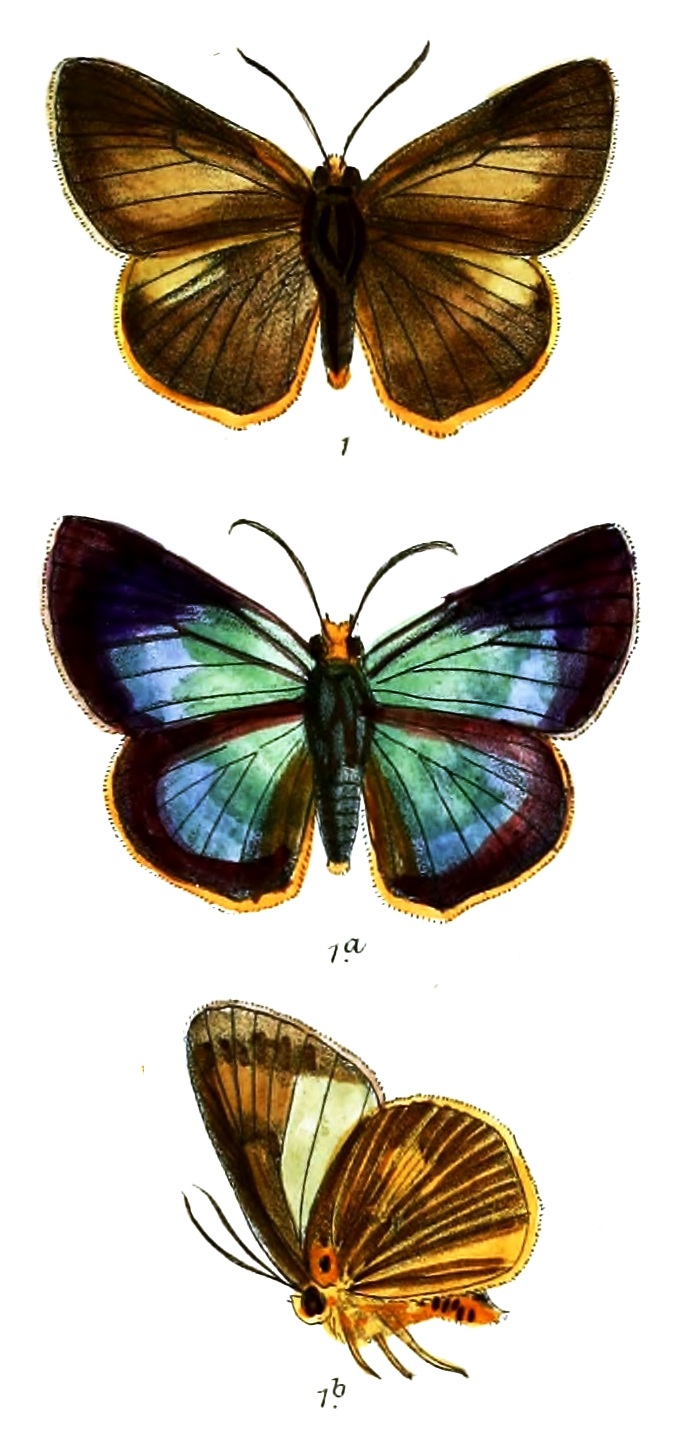
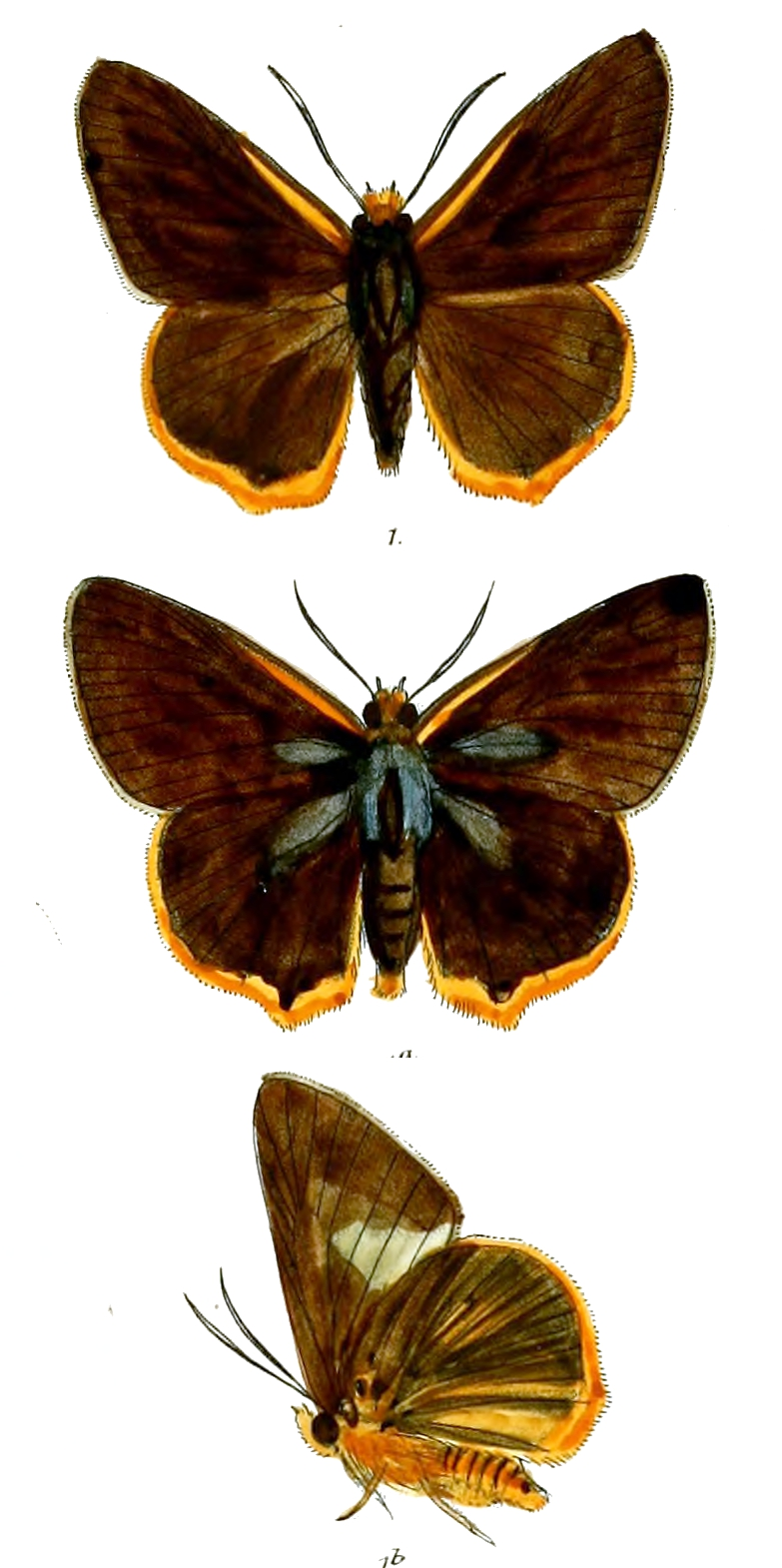
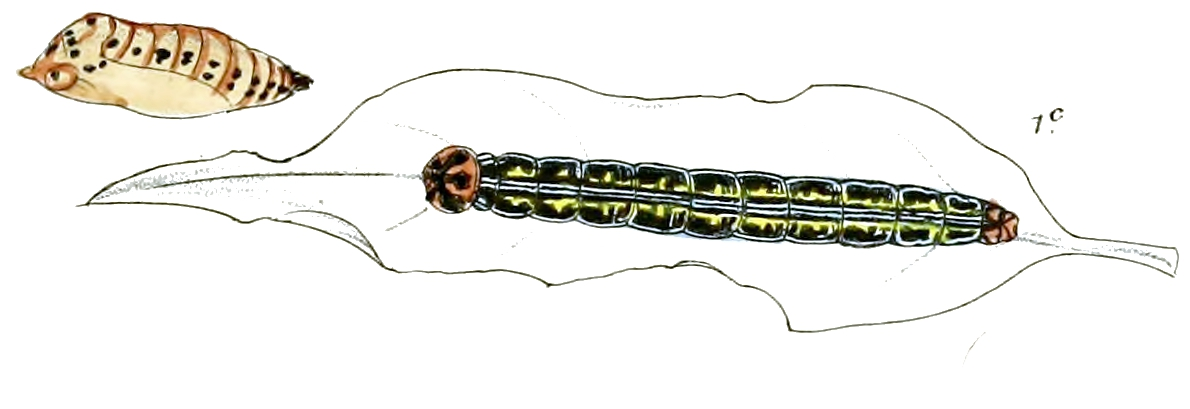
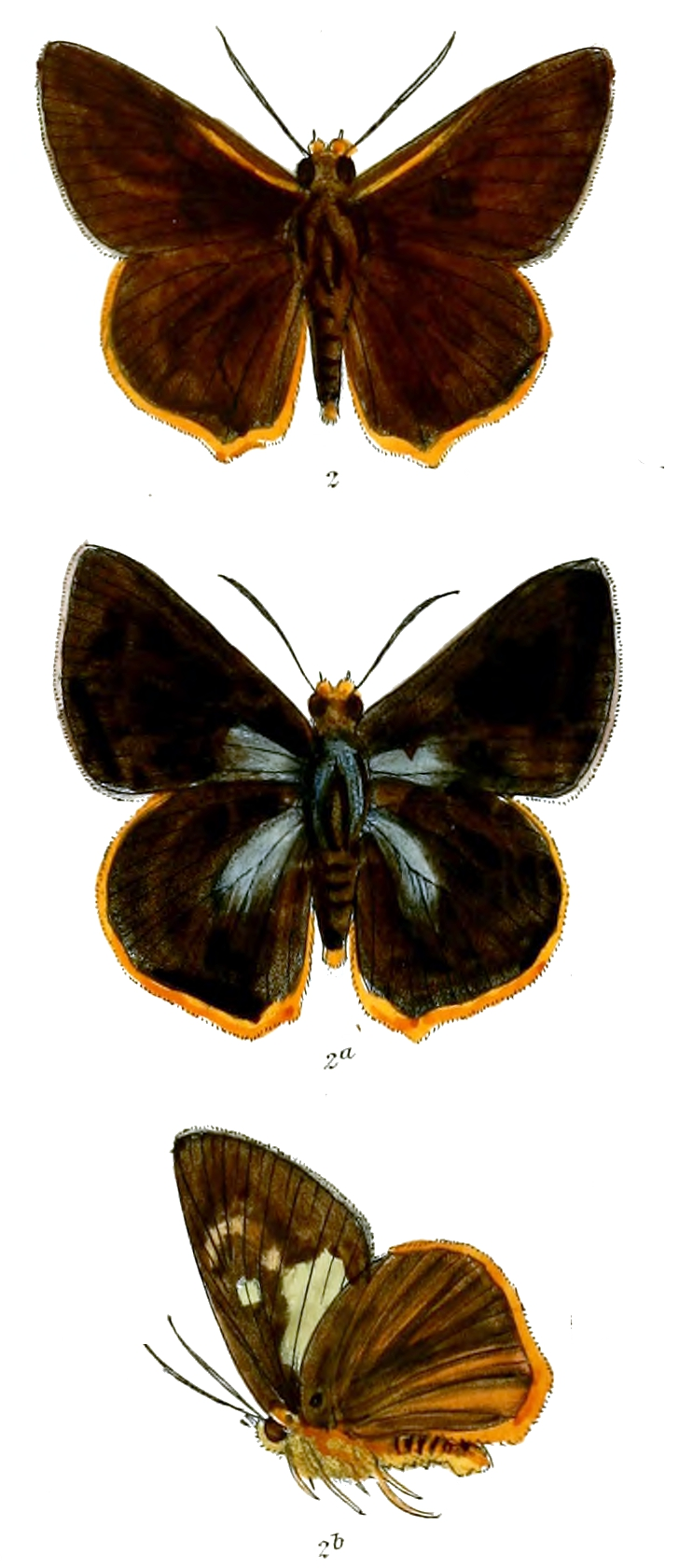

## Dottertaxa tillBibasis, i alfabetisk ordning[1]
- Bibasis aegina
- Bibasis amara
- Bibasis anadi
- Bibasis antigone
- Bibasis aphrodite
- Bibasis aquilina
- Bibasis asambha
- Bibasis astigmata
- Bibasis ataphus
- Bibasis athena
- Bibasis atrinota
- Bibasis belesis
- Bibasis burma
- Bibasis castnioides
- Bibasis chrysaeglia
- Bibasis consobrina
- Bibasis crinatha
- Bibasis distanti
- Bibasis etelka
- Bibasis excellens
- Bibasis fergusonii
- Bibasis firdusi
- Bibasis formosana
- Bibasis gomata
- Bibasis harisa
- Bibasis iluska
- Bibasis imperialis
- Bibasis ionis
- Bibasis jaina
- Bibasis jankowskii
- Bibasis kanara
- Bibasis lalita
- Bibasis lara
- Bibasis lorquini
- Bibasis lusca
- Bibasis mahintha
- Bibasis mangolina
- Bibasis margana
- Bibasis mindorana
- Bibasis miracula
- Bibasis moncada
- Bibasis nestor
- Bibasis niasana
- Bibasis oedipodea
- Bibasis oedipus
- Bibasis palawana
- Bibasis paltra
- Bibasis phul
- Bibasis pindapatra
- Bibasis purpurea
- Bibasis radiosa
- Bibasis rahita
- Bibasis rubrocincta
- Bibasis sambavana
- Bibasis sena
- Bibasis senata
- Bibasis septentrionis
- Bibasis siola
- Bibasis striata
- Bibasis tolo
- Bibasis tuckeri
- Bibasis uniformis
- Bibasis unipuncta
- Bibasis vaicravana
- Bibasis vajra
- Bibasis vasundhara
- Bibasis vasutana
- Bibasis velva
- Bibasis zonaras